# Don E. FauntLeRoy
Don E. FauntLeRoy est un directeur de la photographie, producteur et réalisateur américain né le 5 mai 1953 à Los Angeles.

## Filmographie

### Directeur de la photographie
- 1989 : CBS Schoolbreak Special
- 1992 : The Price She Paid
- 1992 : Munchie
- 1993 : The Skateboard Kid
- 1993 : Mother of the Bride
- 1993 : Night Trap
- 1994 : Ultraman: The Ultimate Hero
- 1994 : Point of Seduction: Body Chemistry III
- 1994 : Nord et Sud III
- 1994 : Munchie Strickes Back
- 1994 : A Burning Passion: The Margaret Mitchell Story
- 1995 : Felony
- 1995 : Goldilocks and the Three Bears
- 1995 : Mensonge et Trahison
- 1995 : Prince for a Day
- 1995 : Becoming Rebecca
- 1996 : The Stepford Husbands
- 1996 : Lily Dale
- 1996 : Tennessee Valley
- 1998 : Marabunta, l'invasion souterraine
- 1998 : L'Ange de l'amour
- 1999 : Rites of Passage
- 1999 : Seven Girlfriends
- 1999 : The Perfect Nanny
- 2000 : L'Art de séduire
- 2000 : The King's Guard
- 2000 : Mariage mortel
- 2001 : Fatal
- 2001 : Jeepers Creepers
- 2001 : Petits Chiots pour grande famille
- 2001 : Frogmen Operation Stormbringer
- 2002 : Aftermath
- 2003 : Jeepers Creepers 2
- 2004 : Helter Skelter - Le folie de Charles Manson

### Réalisateur
- 1998 : Young Hearts Unlimited
- 2005 : Double Riposte
- 2006 : Seven Days of Grace (en)
- 2008 : Anaconda 3
- 2007 : Urban Justice
- 2009 : Anaconda 4
- 2018 : Ma fille, kidnappée à 4 ans
- 2019 : Gates of Darkness (en)
- 2020 : A Ring for Christmas
- 2024 : Altered Reality (en)